# أندرسون لويز دومينغوس
أندرسون لويز دومينغوس (بالبرتغالية: Ânderson Luis Domingos‏) هو لاعب كرة قدم برازيلي في مركز الدفاع، ولد في 15 سبتمبر 1988 في ساو باولو في البرازيل. لعب مع ريد بل براغانتينو ونادي بونتي بريتا ونادي جوينفيل ونادي كروزيرو.